# Regionalwahl in den Marken 2000
Die Regionalwahl in den Marken 2000 fand am 16. April statt; der Regionalrat und der Präsident der Region wurden gleichzeitig gewählt.

## Wahlergebnis
| Kandidaten                           | Kandidaten             | Stimmen | %    | Listen                        | Stimmen | %    | Mandate |
| ------------------------------------ | ---------------------- | ------- | ---- | ----------------------------- | ------- | ---- | ------- |
|                                      | Vito D’Ambrosiogewählt | 429.288 | 49,9 | Democratici di Sinistra       | 216.933 | 26,8 | 9       |
| Partito della Rifondazione Comunista | Vito D’Ambrosiogewählt | 429.288 | 49,9 | 52.660                        | 6,5     | 2    |         |
| Partito Popolare Italiano – UDEUR    | Vito D’Ambrosiogewählt | 429.288 | 49,9 | 42.585                        | 5,3     | 2    |         |
| I Democratici                        | Vito D’Ambrosiogewählt | 429.288 | 49,9 | 34.879                        | 4,3     | 1    |         |
| Federazione dei Verdi                | Vito D’Ambrosiogewählt | 429.288 | 49,9 | 20.762                        | 2,6     | 1    |         |
| Partito dei Comunisti Italiani       | Vito D’Ambrosiogewählt | 429.288 | 49,9 | 19.712                        | 2,4     | 1    |         |
| Socialisti Democratici Italiani      | Vito D’Ambrosiogewählt | 429.288 | 49,9 | 19.334                        | 2,4     | 1    |         |
| Mandate der Listengruppe             | Vito D’Ambrosiogewählt | 429.288 | 49,9 | –                             | –       | 8    |         |
| ↳ Gesamt                             | Vito D’Ambrosiogewählt | 429.288 | 49,9 | 406.865                       | 50,2    | 25   |         |
|                                      | Maurizio Bertucci      | 380.116 | 44,2 | Forza Italia                  | 158.705 | 19,6 | 7       |
| Alleanza Nazionale                   | Maurizio Bertucci      | 380.116 | 44,2 | 131.177                       | 16,2    | 5    |         |
| Cristiani Democratici Uniti          | Maurizio Bertucci      | 380.116 | 44,2 | 39.610                        | 4,9     | 1    |         |
| Centro Cristiano Democratico         | Maurizio Bertucci      | 380.116 | 44,2 | 28.195                        | 3,5     | 1    |         |
| Liberal Sgarbi – I Libertari         | Maurizio Bertucci      | 380.116 | 44,2 | 7.610                         | 0,9     | –    |         |
| Lega Nord                            | Maurizio Bertucci      | 380.116 | 44,2 | 2.124                         | 0,3     | –    |         |
| Nicht gewählte Direktkandidat        | Maurizio Bertucci      | 380.116 | 44,2 | –                             | –       | 1    |         |
| ↳ Gesamt                             | Maurizio Bertucci      | 380.116 | 44,2 | 367.421                       | 45,4    | 15   |         |
|                                      | Marcello Crivellini    | 20.441  | 2,4  | Lista Emma Bonino             | 15.065  | 1,9  | –       |
|                                      | Luciana Sbarbati       | 19.083  | 2,2  | Partito Repubblicano Italiano | 13.381  | 1,7  | –       |
|                                      | Enrico Buoncompagni    | 11.106  | 1,3  | Viva le Marche                | 7.085   | 0,9  | –       |
| Gesamt                               | Gesamt                 | 860.034 | 100  |                               | 809.817 | 100  | 40      |